# Villarasca
Villarasca è una frazione del comune di Rognano in provincia di Pavia posta a nordest del centro abitato, verso Casarile. Fu da sempre ecclesiasticamente autonoma rispetto al suo attuale capoluogo, essendo dotata di una propria parrocchia.

## Storia
Villarasca è un luogo di antica origine, e fu donato dal re Liutprando nel 723 al Monastero di San Pietro in Ciel d'Oro di Pavia. Nel 1841 il comune fu soppresso dal governo austriaco e unito a Rognano.

## Società

### Evoluzione demografica
- 160 nel 1751
- 187 nel 1805[1]